# Habeas Corpus (banda)
Habeas Corpus fue un grupo musical español de rapcore, fundado por Javier Canal , Raúl Canal, Miguel Ángel Ruiz, Langa y Rebato en Madrid en el año 1991 . El grupo principalmente muestra en sus letras mensajes críticos ante el sistema capitalista y un rechazo al fascismo.

## Biografía
Habeas Corpus debuta con Sociedad Mecanizada, aun habiendo comenzado su andadura con anterioridad, en el que se puede ver a un grupo rápido y netamente hardcore. Tras unos años de paro, vuelven con su segundo álbum titulado simplemente N.N.. Poco a poco el grupo se va haciendo un nombre en España y en el extranjero. Ya en 1999 editan el que es su tercer disco: A las cosas por su nombre en el que se aprecia un afán de innovación introduciendo elementos de rap y metal en sus canciones, donde se pueden escuchar canciones famosas como "Basta Ya" o la canción homónima del disco: "A las cosas por su nombre".
En 2001 sale a la venta Otra vuelta de tuerca, más salvaje y cercano al metal que en anteriores trabajos. En este trabajo se encuentran canciones como "En el punto de mira" y "Desde que el mundo es mundo", esta última con la colaboración de Juan de Soziedad Alkoholika a las voces. En 2002 editan un EP Titulado HC Y en 2004 editan Armamente, disco en el que las influencias metálicas son más importantes que nunca pero manteniendo sus raíces raperas en algún corte como "Miedo a despertar". Además en este trabajo la primera canción es un emotivo minuto de silencio en homenaje a las víctimas de los atentados del 11 de marzo de 2004 en Madrid. 
En 2005 sale al mercado Subversiones, un EP de versiones de clásico del punk vasco tales como RIP, La Polla Records, Barricada, Cicatriz y Vómito. En 2006 editan Basado en una historia real, adentrándose de lleno en el metalcore. Cuenta con las colaboraciones de Gorka Urbizu (cantante de los navarros Berri Txarrak) en castellano, unas frases del corte "Por una vez" y de Pirri (del grupo asturiano Escuela de Odio), que canta en otro par de temas.
El 31 de marzo de 2008 publican el disco Justicia. Los trece temas del disco se distribuyeron tanto en formato CD como en formato LP. Para cuando se grabó este disco, la formación del grupo había disminuido a 4 integrantes, consiguiendo un disco más metalero que ninguno anterior. Las voces de M.A.R.S. en este disco suenan mucho más graves y agresivas, al igual que en el anterior disco. 
En el 2009 el grupo lanza un LP llamado Rarezas. En él se recogen tanto canciones inéditas, remixes o versiones de otros grupos como Sick of It All, Motörhead, Agnostic Front... editado por el sello Lengua armada, propiedad de su antiguo guitarrista Nano.
En el año 2010, sacan un Split, junto al grupo de hardcore asturiano Escuela de Odio, en el que cada grupo interpreta tres temas representativos dentro de la carrera del otro grupo, además de 2 versiones, una de Motörhead (A dolor) y una de Agnostic Front (A mi Familia) que interpretan conjuntamente. Este trabajo sólo vio la luz en formato Vinilo.
A mediados del mes de noviembre de 2010, entran al estudio a grabar el que fue su octavo trabajo de estudio, que vio la luz a finales de enero de 2011 y que lleva por título "O Todo o Nada".
Este último disco, publicado bajo el sello Maldito Records, vio la luz el 25 de enero de 2011. Este trabajo supuso un gran cambio tanto en el apartado musical como vocal en la carrera del grupo, con un sonido más próximo al Punk o al Hardcore Melódico que al Metalcore que había predominado en los últimos discos, pero siempre sin olvidar los sonidos que hasta ahora les habían caracterizado. En este disco cuentan con la colaboración de los integrantes del grupo Víktimas Del Jaus a los coros. Existe de este trabajo una edición limitada en vinilo editada por el sello madrileño Potencial Hardcore.
Durante el año 2011, Habeas Corpus, contribuye a la BSO del documental "Ojos que no ven", con el tema central del mismo. Una canción inédita de nombre "Y después de la sangre, ¿qué?".
Al llegar el año 2013, se cumple el 20º aniversario de su carrera. En este punto, el grupo decide sacar a la luz un EP junto a la banda de rap Los Chikos del Maíz, en el que mezclan el estilo musical de unos, con las letras y bases rítmicas de otros. Iniciando una gira bastante amplia por festivales y salas. Más tarde, en el segundo trimestre de ese mismo año publican un disco de grandes éxitos, titulado "20 Años de Rabia, 20 Años de Sueños", en el que hacen un repaso por toda su carrera discográfica, regrabando varias canciones de cada uno de sus discos con colaboraciones de varios artistas de bandas. Todo ello a cargo del propio guitarrista de Habeas Corpus, Mr. Chifly, que grabó y produjo el disco en "Corleone Estudio". 
Al año siguiente, presentan lo que será su último disco, titulado "A este lado de la Crisis" y que recoge un buen puñado de canciones que intentan evocar a los comienzos de la banda con su cara más actual. También grabado y producido por Mr. Chifly.
Finalmente, en el año 2016, la banda anuncia su punto final, no sin antes realizar una gira de despedida que en bastantes fechas cuelga el cartel de "Entradas Agotadas".
Una vez finalizada esta gira, Habeas Corpus decidió sacar un nuevo EP con Los Chikos del Maíz en su grupo paralelo Riot Propaganda, titulado "Agenda Oculta". Realizando también una gira que sirvió como segunda despedida, ya que al finalizar en 2018, también finalizó este proyecto paralelo.
Por ùltimo, destacar que en el año 2019, el grupo se volvió a juntar para tocar el día 8 de febrero en un concierto junto a bandas como "Tarzán y su puta madre", "Olor a Sobako",... en el que todo lo recaudado se donaría para una causa solidaria.

## Miembros Fundadores: Javier Canal, Raúl Canal, Miguel Ángel Ruiz, Langa y Rebato[1]
| Formación actual - M.A.R.S. – Voz (1993–presente) - Mr. Chifly – Guitarra (1993–presente) - Victor (Zinc) – Bajo (2007–presente) - Iker – Batería (2009–presente) | Antiguos miembros - David Langa – Guitarra (1993–1995) - Nano Ruiz – Guitarra (1995–2006) - Jose – Bajo (1993–1995) - Carlos Escobedo – Bajo (1995–1998) - Adrián G. Riber – Bajo (1998–2005) - Jony – Bajo (2005–2006) - Nando – Bajo (2006–2007) - Antonio Rebato – Batería (1993–2001) - Toñin – Batería (2001–2005) - Samuel – Batería (2005–2008) - Ivan – Batería (2008) |

Cronología

## Formaciones durante toda su carrera
De 1993 a 1995 ["Sociedad Mecanizada"]:
- M.A.R.S. - Voz
- Mr. Chifly - Guitarra
- David Langa - Guitarra
- José - Bajo
- Antonio Rebato - Batería

De 1995 a 1998 ["N.N."]:
- M.A.R.S. - Voz
- Mr. Chifly - Guitarra
- Nano Lepetitvegano - Guitarra
- Carlos Escobedo (Sôber; Savia) - Bajo
- Antonio Rebato - Batería

De 1999 a 2000 ["A las cosas por su nombre"]:
- M.A.R.S. - Voz
- Mr. Chifly - Guitarra
- Nano Lepetitvegano - Guitarra
- Adrián G. Riber - Bajo
- Antonio Rebato - Batería

De 2001 a 2005 ["Otra vuelta de tuerca"; "HC"; "Armamente"; "Subversiones"]:
- M.A.R.S. - Voz
- Mr. Chifly - Guitarra
- Nano Lepetitvegano - Guitarra
- Adrián G. Riber - Bajo
- Toñín - Batería

De 2005 a 2006 ["Basado en una historia real"]:
- M.A.R.S. - Voz
- Mr. Chifly - Guitarra
- Nano Lepetitvegano - Guitarra
- Jony - Bajo
- Samuel (Ex-Sugarless) - Batería

De 2006 a 2007:
- M.A.R.S. - Voz
- Mr. Chifly - Guitarra
- Nando (Proud'z) - Bajo
- Samuel (Ex-Sugarless) - Batería

De 2007 a 2008 ["Justicia"]:
- M.A.R.S. - Voz
- Mr. Chifly - Guitarra
- Víctor (Zinc) - Bajo
- Samuel (Ex-Sugarless) - Batería

De 2008 a 2008:
- M.A.R.S. - Voz
- Mr. Chifly - Guitarra
- Víctor (Zinc) - Bajo
- Iván - Batería

De 2009 a la actualidad ["Rarezas"; "A Dolor"; "O Todo o Nada"]:
- M.A.R.S. - Voz
- Mr. Chifly - Guitarra
- Víctor (Zinc) - Bajo
- Iker - Batería

## Discografía

### Álbumes
| Año  | Nombre                              | Discográfica                                           | Formato   | Otra información |  |
| ---- | ----------------------------------- | ------------------------------------------------------ | --------- | --- |  |
| 1994 | Sociedad Mecanizada                 | Potencial Hardcore                                     | CD        | En el año 2002 se sacó una reedición a cargo de Lengua Armada. |  |
| 1998 | N.N.                                | Mil A Gritos Records                                   | CD        | |  |
| 2000 | A las cosas por su nombre           | Desobediencia Records                                  | CD        | |  |
| 2002 | Otra vuelta de tuerca               | Desobediencia Records                                  | CD        | |  |
| 2003 | HC                                  | Propaganda Pel-Fet!                                    | EP        | |  |
| 2004 | Armamente                           | Propaganda Pel-Fet!                                    | CD        | Con el disco se incluye un DVD con canciones grabadas en el concierto de Alegia, así como un documental y material audiovisual sobre la banda.                                                        |  |
| 2005 | Subversiones                        | Zero Records                                           | EP        | Todos los temás son versiones de canciones de Vómito, RIP, Cicatriz, Barricada y La Polla Records En el disco se incluye un vídeo de cada canción tocada en el local de ensayo.                       |  |
| 2006 | Basado en una historia real         | K Industria                                            | CD        | |  |
| 2008 | Justicia                            | Maldito Records                                        | CD/LP     | Una versión del disco fue lanzada en formato vinilo a cargo de Karnus Records |  |
| 2009 | Rarezas                             | Lengua armada                                          | CD        | El disco está compuesto por versiones, remixes y canciones inéditas recogidas a lo largo de la carrera del grupo.                                                                                     |  |
| 2010 | A dolor                             | Carnús Records, Threepoint Records, Potencial Hardcore | LP        | Sólo disponible en formato vinilo. Incluye dos 2 versiones interpretadas conjuntamente, "A mi familia" de Agnostic Front y "A dolor" de Motörhead, y 3 temas de cada banda interpretados por la otra. |  |
| 2011 | O todo, o nada                      | Maldito Records                                        | CD        | |  |
| 2013 | Riot Propaganda                     | Bola 9                                                 | MP3/CD/LP | Editado junto a Los Chikos del Maíz |  |
| 2013 | 20 años de rabia. 20 años de sueños | Potencial Hardcore                                     | CD/LP     | Disco para conmemorar el 20 aniversario de la banda. Contiene 15 canciones significativas dentro de la trayectoria de la banda, regrabadas para la ocasión con la colaboración de diversos artistas.  |  |
| 2014 | A este lado de la crisis            | Potencial Hardcore                                     | CD/LP     | |  |

## Videografía
- Miedo a despertar (2004).....Enlace para ver el video

- Ni una más (2008)....Enlace para ver el video

- Perdimos la ocasión (2011)....Enlace para ver el video

- «T.E.R.R.O.R.I.S.M.O.». Estreno: 6 de diciembre de 2012. Duración: 4:35.[2]

- «Guerras Púnicas». Estreno: 6 de enero de 2013. Duración: 4:24.[3]

- «Riot propaganda» con Los Chikos del Maíz

## Información adicional

### Otros discos
Varios de los miembros que han pasado por Habeas Corpus han encabezado proyectos paralelos, destacaremos los más fuertemente ligados al grupo: 
En 2004, Adrián G. Riber, por aquel entonces bajista del grupo, junto con Laura (BKC) formaron el grupo Fragile y lanzaron al mercado un disco de título homónimo con el sello Lengua Armada. Con fuertes influencias de la corriente musical de discos como "Otra vuelta de tuerca" o "Armamente"; fueron grabados los instrumentos en su totalidad por Adrián G. Riber. Actualmente el grupo está completamente inactivo.
A finales de 2010 se terminó de dar forma a una nueva banda llamada Deniro, integrada, entre otros por Nano Vegano, antiguo componente de Habeas Corpus, y responsable de la discográfica Lengua Armada. 
A principios del año 2009, M.A.R.S. y Mr. Chifly, editaron y lanzaron al mercado lo que es el primer disco de Vindicatio, también de título homónimo, bajo el sello Potencial Hardcore, junto con Tino y Diego, bajista y batería del grupo Proud'z, dando forma a un álbum de sonido completamente hardcore. Actualmente la formación está compuesta por los mismos integrantes excepto la batería, ocupada por Álvaro (Ex-Non Servium).
Si atendemos a un rumor que circula en torno a la banda, decir que en el 2011 se edita el primer trabajo de Orsini, "Hasta la total extinción de la burguesía", proyecto anónimo que camina por la senda del thrash core y del que se dice que participan algunos miembros de Habeas Corpus, como Víctor, M.A.R.S. y Mr. Chifly.

### Discográficas
Nano "Lepetitvegano", miembro del grupo durante 11 años, fundó una discográfica llamada Lengua Armada, que actualmente cuenta con numerosos grupos entre sus fichajes musicales tales como Estirpe, Room, Inordem... Además se ha hecho cargo de un par de discos de Habeas Corpus.

### Curiosidades
Entre los años 2001 y 2002, el cantante de la banda M.A.R.S., tuvo que abandonar el grupo por problemas de salud, durante ese periodo entró como vocalista Oscar Zubelzu, pero prácticamente no participó en grabaciones ni conciertos con el grupo. En el disco "Rarezas", se incluye una versión del tema de U2, "Sunday Bloody Sunday", en la que el vocalista es él. 
Al igual que él, otros componentes pasaron por la banda antes de grabar "Sociedad Mecanizada", y después también, pero por diversos motivos no se han introducido dentro de la sección de antiguos miembros del grupo.